# Bekele Tola
Bekele Tola (ur. 10 stycznia 1970) – etiopski lekkoatleta specjalizujący się w rzucie oszczepem.
Rekord życiowy: 67,99 (4 czerwca 1994, Addis Abeba) – rezultat ten jest byłym rekordem Etiopii.